# Хэнлон, Джимми
Джон Джеймс Хэ́нлон (англ. John James Hanlon; 12 октября 1917, Стретфорд — 12 января 2002, Манчестер), более известный как Джи́мми Хэ́нлон (англ. Jimmy Hanlon) — английский футболист, центральный нападающий.

## Биография
В ноябре 1934 года подписал молодёжный контракт с «Манчестер Юнайтед», а в ноябре следующего года заключил профессиональный контракт с клубом. Дебютировал в основном составе «Юнайтед» 26 ноября 1938 года в игре Первого дивизиона против «Хаддерсфилд Таун». Всего в сезоне 1938/39 забил 12 мячей за клуб, став лучшим бомбардиром команды. Затем официальные турниры были прерваны из-за войны, и целых шесть лет Хэнлон не выступал в официальных матчах. В военное время он проходил службу в рядах Британской армии, был захвачен в плен немцами и три года провёл в плену. После победы союзников был освобождён из плена и продолжил футбольную карьеру. Он был игроком «Юнайтед» до октября 1948 года, сыграв в общей сложности 69 официальных матчей и забив 22 мяча. 
В октябре 1948 года Джимми Хэнлон перешёл в клуб «Бери». В дальнейшем также играл за клуб «Нортуич Виктория».